# Commission canadienne des grains
La Commission canadienne des grains (CCG; anglais : Canadian Grain Commission) est l'agence du Gouvernement du Canada responsable de la réglementation de l'industrie céréalière. Il réglemente le transport, la manutention, les échanges et la qualité des grains canadiens vendus au pays et à l'étranger.
En 1971, la Commission canadienne des grains a remplacé le Conseil des commissaires aux grains du Canada, qui avait été créé en 1912 par le gouvernement conservateur de Robert Borden La législation de 1912 prévoyait des licences pour chacune des parties de la chaine de distribution des grains. Il créait aussi le système d'injection et d'évaluation des céréales.

## Aperçu
Le ministre de l'Agriculture et de l'Agroalimentaire est responsable de la Commission canadienne des grains. La Commission est régie par la Loi sur les grains du Canada (LRC 1985, ch. G-10).
La commission est dirigée par trois commissaires nommés par le cabinet fédéral. Un des commissaires est nommé commissaire en chef. Les affaires de l'agence sont supervisées par un Chef des opérations, qui relève du commissaire en chef.
Son siège social est situé à Winnipeg, au Manitoba. Depuis 2013, la commission compte deux bureaux régionaux à Montréal et Vancouver. Ces derniers offrent une gamme complète de services d'inspection, de pesage, d'analyse et d'entomologie.
La fonction de la CGC est, entre autres, « de fixer et de faire respecter, au profit des producteurs de grain, des normes de qualité pour le grain canadien et de régir la manutention des grains au pays afin d’en assurer la fiabilité sur les marchés intérieur et extérieur. » Pour ce faire, la CGC « propose et établit des grades de grain et des normes les concernant et met en œuvre un système de classement par grades et d’inspection du grain permettant d’en identifier fidèlement la qualité et d’en assurer la commercialisation au pays et à l’étranger »

## Édifice

### Architecture
Ernest J. Smith était l'architecte principal du siège actuel de la Commission des grains, surnommé le « bâtiment champignon ». Cette structure est un exemple notable d'un gratte-ciel canadien affichant des éléments brutalistes., Le « chapeau prolongé » du bâtiment a été conçu parce qu'un espace entre les étages supérieur et inférieur était nécessaire pour y placer l'équipement mécanique spécialisé utilisé pour transporter le grain vers le moulin à farine et brasserie d'essai aux niveaux supérieurs.

### Sculpture sur le parvis
En 1976, la grande sculpture No. 1 Northern de l'artiste John Cullen Nugent a été placée sur le parvis devant l'édifice. C'était une grande sculpture abstraite en acier représentant des champs de blé.
L'œuvre dégoutait certains fonctionnaires et des employés de la Commission. Elle fut critiquée dans la presse et par certains membres du public. Malgré l'objection de l'artiste et des tentatives de litige, la sculpture a été retirée en 1978, En 1997, après une deuxième installation et retrait d'un autre édifice fédéral à Winnipeg, la sculpture de Nugent a finalement été réinstallée devant l'édifice de la Commission des grains.